# Вилламирольо
Вилламирольо (итал. Villamiroglio) — коммуна в Италии, располагается в регионе Пьемонт, в провинции Алессандрия.
Население составляет 341 человек (2008 г.), плотность населения составляет 35 чел./км². Занимает площадь 10 км². Почтовый индекс — 15020. Телефонный код — 0142.
Покровителями коммуны почитаются святой архангел Михаил, празднование 29 сентября, и святой Филипп.

## Демография
Динамика населения:

## Администрация коммуны
- Официальный сайт: